# Рєзвих
Рєзвих (рос. Резвых) — присілок у Всеволожському районі Ленінградської області Російської Федерації.
Населення становить 15 осіб. Належить до муніципального утворення Морозовське міське поселення.

## Історія
Від 1 серпня 1927 року належить до Ленінградської області.

## Населення
| 2007 | 2010 | 2017 |
| ---- | ---- | ---- |
| 27   | ↘19  | ↘15  |